# 日向朔公
日向 朔公（ひゅうが さく、3月1日- ）は、日本の男性声優。宮崎県出身。青二プロダクション所属。

## 経歴
自分ではない誰かになりたかったことから声優を目指した。
青二塾40期卒業。2020年より青二プロダクション所属。

## 人物
趣味・特技に柔道を挙げており、段位は初段。
方言は宮崎弁。
憧れの声優は蒼井翔太を挙げている。学生時代、声がコンプレックスであったが、その時に蒼井が演じている『うたの☆プリンスさまっ♪』の美風藍に出逢い、「こんなに素敵な声の人がいるのか」と勇気をもらったという。

## 出演
太字はメインキャラクター。

### テレビアニメ
2021年
- ビルディバイド -＃000000-（生徒）

2022年
- シャドーハウス 2nd Season（生き人形）
- ビルディバイド  -#FFFFFF-

2023年
- トニカクカワイイ（マッフィー）

2024年
- マッシュル-MASHLE- 神覚者候補選抜試験編（チェロロ・モルソー）
- 愚かな天使は悪魔と踊る（男子生徒2）
- ONE PIECE（2024年 - 2025年、衛兵、海兵、男、将校）
- 妖怪学校の先生はじめました!（2024年 - 2025年、富士冬也）

### 劇場アニメ
- すずめの戸締まり（2022年）

### ゲーム
- OVERHIT（2021年、アヌビス）
- プリンセスコネクト!Re:Dive（2021年、マシュー）
- ソロモンプログラム（2021年、槍星アキレス）
- クイズRPG 魔法使いと黒猫のウィズ（2022年 - 2025年、マルファス、ハルファス[6]、クロセル）
- テイルズ オブ ザ レイズ（2024年、幼いコダマ[7]）
- 逆転オセロニア（2024年、トモル）
- ORE'N（2024年、アオ[8]、魔人カステラ[9]）
- 真・三國無双 ORIGINS（2025年、元化[10]）

### 吹き替え

#### ドラマ
- トゥルース・シーカーズ -俺たち、パラノーマル解決隊-（2020年、ライオネル）

### 朗読劇
- 『マグロ釣ってきます。たくあん買っておいてください』（2024年1月24-28日、参宮橋トランスミッション) -ジョエル・ヘンストリッジ 役[11]
- 『シアター 』再演（2024年5月15日 -26日、シアター風姿花伝） - 春日巻久 役、元木慧 役
- 『初等教育ロイヤル』（2024年8月21-25日、こくみん共済 coop ホール/スペース・ゼロ）-池田くん 役[12]

### その他コンテンツ
- HeavenlyHelly（2021年 - 、ダーリョン[13]）
- 超人的シェアハウスストーリー『カリスマ』（2021年 - 、湊大瀬[14]）
- 燈の守り人
  - 燈の守り人～幻想夜話～（ボイスドラマ、2023年、佐多岬灯台[15]）
  - 燈の守り人 灯台音声ガイド 鹿児島県南大隅町 佐多岬灯台（音声ガイド、2023年、ナビゲーター）[15]
- フラガリアメモリーズ（2023年 ‐ 、リミチャ[16]）
- 青山二丁目劇場 『変な善次とグレた輝美～現代の大人のための童話～』岸川善治(2025年5月5日)